# Ursicina Martínez
Ursicina Martínez Gallego (20 de abril de 1906-14 de diciembre de 2004) fue una arqueóloga española.

## Biografía

### Primeros años
Nació el 20 de abril de 1906 en Santa Cristina de la Polvorosa, en la provincia de Zamora. Sus padres, procedentes de la comarca de La Carballeda, eran propietarios de una tienda de ultramarinos. Su padre murió cuando ella tenía once años.

### Estudios
Ursicina Martínez estudió el bachillerato en la cercana población de Benavente. Ingresó en Magisterio en la Escuela Normal de Zamora por insistencia de su madre, a pesar de que ella quería estudiar en la universidad. Acabó dejando los estudios de Magisterio al cabo de un año y se matriculó en 1923 en Filosofía y Letras en la Universidad Central de Madrid, siendo una de las primeras mujeres que pudieron acceder a estudios superiores en España. Fue alumna de Julián Besteiro, Claudio Sánchez Albornoz, Elías Torno y Manuel Gómez-Moreno, entre otros.
Se licenció con premio Extraordinario y empezó su tesis doctoral «Los viajes de Marco Polo», aunque no llegó a terminarla.

### Trayectoria
En 1930, aprobó las oposiciones al Cuerpo Facultativo de Archiveros, Bibliotecarios y Arqueólogos, y al año siguiente fue destinada a la dirección del Museo de León, instalado en el edificio del convento de San Marcos. Nada más estallar la Guerra Civil, el 18 de julio de 1936, el inmueble fue incautado y pasó a emplearse como campo de concentración de prisioneros republicanos, lo que supuso el cierre del museo. Ursicina Martínez al no poder trabajar ya en el museo, fue asignada a la biblioteca provincial, donde permaneció hasta que pidió el traslado el 27 de noviembre de 1941, apenada por las condiciones en que se encontraba el museo tras la guerra. Durante esta etapa, empezó a impartir clases de Geografía e Historia en el instituto Padre Isla de León.
Se casó y regresó a Zamora, donde sustituyó a Carmen Pescador del Hoyo (depurada por el régimen franquista por razones políticas) como directora de la biblioteca pública. Compaginó su trabajo en la biblioteca con la enseñanza de Latín en el Instituto Claudio Moyano.
En los años 1960, Ursicina Martínez fundó una biblioteca municipal en su localidad natal, en el edificio contiguo a la Casa Consistorial. El 18 de febrero de 1971, fue nombrada directora de la Casa de Cultura de Zamora.
Se jubiló en 1976, a la edad de 70 años.
Ursicina Martínez impulsó y fue socia fundadora del de Instituto de Estudios Zamoranos Florián de Ocampo. 
La ciudad de Zamora como reconocimiento a su labor en favor de la cultura en la capital y en la provincia dará su nombre aún espacio público,    se trata del jardín situado entre la calle Diego de Losada y el parque de Eduardo Barrón.